# Marcos Juárez
Marcos Juárez es la ciudad cabecera del departamento Marcos Juárez, en el sudeste de la provincia de Córdoba, Argentina.
Se encuentra situado en la pampa húmeda, a 150 km de Rosario, a 256 km de la ciudad de Córdoba y a 30 km de la línea interprovincial con la provincia de Santa Fe, comunicada por la ruta nacional 9.
Marcos Juárez es conocida por su sostenido crecimiento económico vinculado a la explotación agropecuaria y a la agroindustria. Es considerada una ciudad de pleno empleo, ya que en el año 2009 se demostró que la tasa de desempleo en Marcos Juárez apenas alcanzaba el 8,9 % de la población económicamente activa mientras que a nivel nacional, según datos oficiales, era del 10,8 %.

## Población
Cuenta con 28 485 habitantes (Indec, 2022), lo que representa un incremento del 5,48 % frente a los 27 004 habitantes (Indec, 2010) del último censo realizado.
| Gráfica de evolución demográfica de Marcos Juárez entre 1980 y 2022 |
|                                                                     |
| Fuente: Censos nacionales del INDEC                                 |

## Historia

### La Posta del Espinillo
Al construirse la línea férrea Córdoba-Rosario, el pueblo nació con el nombre de Estación Espinillo. Antes, el sudeste de la provincia era una inmensa sabana incultivada e inhóspita, salpicada por viejos fortines y por las postas o «dormidas», que se construían para descansar cuando se viajaba. Las vías de comunicación entre las provincias argentinas eran «huellas» formadas por los carruajes. Había además emboscadas de los indios; era común que arrieros y mayorales viajasen armados para defenderse.
En 1854, Timoteo Gordillo se unió en sociedad comercial con los generales Urquiza y Virasoro para traer de Europa carros, coches e instrumentos de agricultura con el objeto de instalar un servicio de mensajerías y transporte de mercaderías y personas. Para ello solicitó al Congreso que se le donaran terrenos fiscales en las provincias de Santa Fe y Córdoba para realizar un camino postal directo a Córdoba y a Rosario, con estaciones cómodas para pasajeros cada 20 km, hacer pozos y represas donde no hubiera agua, levantar fortines para defensa contra los indios y otras medidas precaucionales contra los peligros que en esos caminos había.
Por decretos del 29 de abril y del 6 de agosto de 1856, y por la ley del 28 de septiembre de 1956, el Gobierno de la Confederación contrató a la empresa Rusiñol, Fillol y Timoteo Gordillo y Cía. para abrir un camino entre Córdoba y Rosario, por una concesión de terrenos, fijadas en 2500 hectáreas para las postas de tránsito y 5000 hectáreas para las estaciones. Se expropiaron los terrenos concedidos, pertenecientes en parte a la provincia de Córdoba y en parte a la de Santa Fe. En 1858 estuvo lista la mensura.
El nuevo camino ―mensurado por los ingenieros Saint Remy y Ladrier― medía 360 km en línea casi recta desde la Barraca del Progreso, propiedad de Gordillo en Rosario, hasta la ciudad de Córdoba. Esto ahorraba tiempo y esfuerzo, ya que la antigua ruta por donde transitaban los pasajeros en carretas y las mensajerías del Estado tenía uina longitud de 515 km.
En el camino que unía a las dos provincias, Timoteo Gordillo fundó 16 postas. La quinta fue la Posta del Espinillo (llamada así por la abundancia de ese arbusto en la zona), que estaba ubicada en lo que hoy es El Panal. La posta era una casa fortín, rodeada por un foso ancho de 4 m de anchura por 3 m de profundidad y un puente levadizo.
Una vez concluido el nuevo camino se resolvió la instalación de las primeras familias que ocuparían las casas edificadas en este trayecto. Por su parte, Timoteo Gordillo fue nombrado por el gobierno Inspector de Postas y Caminos.
Las postas eran los lugares de cambio de caballos, o se pasaba la noche en ellas un corral de ramas, un pozo de agua potable y dos ranchos: uno para alojamiento de los pasajeros y otro para morada del maestro. Los troperos dormían bajo la enramada en que se cocinaba o en la propia diligencia. En estos humildes ranchos que no contaban con las más elementales condiciones de higiene, transcurrían las horas de los viajeros, de los conductores y personal de diligencias y mensajerías.
Las casas de El Panal eran de barro, pero como el lugar era bajo y anegadizo, la población se desplazó hacia el oeste y fundaron Villa Argentina. La tenacidad y el esfuerzo de los primeros pobladores comenzó a dar frutos y la precaria posta se transformó en un poblado con ranchos y chacras. El panorama era desolador, era una tierra carente de mejoras. No había ningún poblado cerca, excepto la aldea de Armstrong (en la provincia de Santa Fe, a 50 km yendo hacia Rosario, o la aldea de Fraile Muerto (la actual Bell Ville, en la misma provincia de Córdoba, a 56 km yendo hacia la ciudad de Córdoba). Eso llevó a los colonos a un sentido solidario: se reunían y designaban a los encargados para comprar comestibles a los pueblos ya mencionados.

### La Estación Espinillo

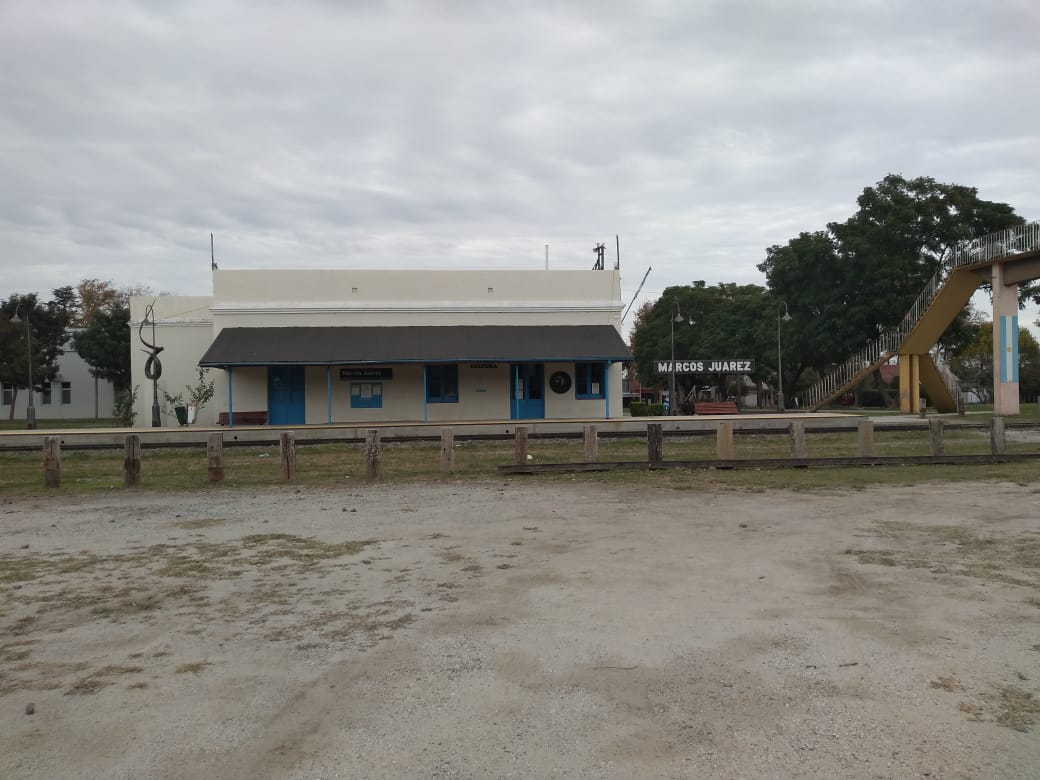
Estación de tren Marcos Juárez, cabecera de departamento.

La construcción del Ferrocarril Central Argentino demandó siete años. La obra se inició en Rosario el 20 de abril de 1863, aún antes que el Congreso de la Nación prestara su aprobación al contrato y se fue librando el servicio público por secciones en las siguientes fechas:
- Rosario a Tortugas, el 1 de mayo de 1866
- Tortugas a Fraile Muerto, el 1 de septiembre de 1866
- Fraile Muerto a Villa María, el 1 de septiembre de 1867
- Villa María a Chañares (actual James Craik), el 1 de agosto de 1869
- Chañares a Oncativo, el 1 de septiembre de 1869
- Oncativo a Laguna Larga el 1.º de febrero de 1870
- Laguna Larga a Río Segundo, el 17 de mayo de 1870
- Río Segundo a Córdoba, el 18 de mayo de 1870.

Cuando el ferrocarril llegó a los límites de la provincia de Santa Fe con Córdoba, el político Wheelwright invitó a algunos funcionarios públicos, a vecinos destacados de la zona y a varias damas de Rosario para hacer un viaje en tren hasta el Carcarañá. En esa oportunidad un periódico local recordaría el hecho de la siguiente manera:

La espesa columna de humo que lanzaba a los aires la locomotora, era la bandera de la civilización desplegada a los cuatro vientos, anunciando al pueblo argentino que el imperio de la rutina y del atraso terminaba ante el colosal invento de Fulton. A través de las vidrieras del vagón que nos conducía veíamos perderse en el horizonte lejano, entre las sabanas de la pampa, el pasado sangriento de la República, para dar lugar a una era de libertad, de progreso y de instituciones.

Sobre el plano de Allan Campbell, a 137 km de la ciudad de Rosario, en el tramo desde Tortugas hasta Fraile Muerto, se levantó la Estación Espinillo. Cuando la línea estuvo terminada comenzaron a llegar los primeros pobladores y ―como lo había soñado Wheelwright―, la estación debía ser al poco tiempo «un boulevard de 400 metros, a cuyos flancos se alinearían los más hermosos planteles de agricultura y centros coloniales de activo movimiento industrial». La Compañía de Tierras e Inversiones Lda. fundó colonias en los campos que, con la obligación de poblarlas, le habían sido adjudicadas en el contrato de concesión.

### La Villa Marcos Juárez
El nacimiento de la villa está unido al nombre de los Tiscornia. Siendo gobernador de la provincia de Córdoba Miguel Juárez Celman (entre 1880 y 1883), su hermano Marcos N. Juárez propuso el nombre de Nicolás Tiscornia para concretar la tarea de eliminar a los criminales que operaban en el Este del Departamento Unión. Más tarde, se expuso este proyecto y Pedro Tiscornia (padre de Nicolás) lo aceptó, agregando que para colonizar, era necesario garantizar a los colonos el acopio del trigo. Desde su juventud, Nicolás Tiscornia administraba la estancia Santa Cecilia, propiedad de su padre, ubicada en la zona de Bell Ville, de la cual era Jefe Político don Marcos Juárez. Allí ambos hombres trabaron una sólida amistad. El 18 de septiembre de 1887 los vecinos afincados en el lugar, entre los cuales estaba don Nicolás, dirigen una nota al ministerio de Gobierno de la provincia:

Espinillos, septiembre 18 de 1887.
Al Sr. Ministro de Gobierno de la Provincia Dr. D. José del Viso.
Señor Ministro:
los que suscriben, vecinos de este pueblo y sus alrededores, á S.S. con el debido respeto exponen:
Que en vista del progreso de esta localidad que apenas cuenta dos años de existencia y tiene ya ochenta y seis casas, todas de material cocido y forma de azotea; un molino en construcción que molerá doscientas fanegas de trigo diarias, cuyos edificios ocuparan un millón y doscientos mil ladrillos; doce casas de negocio, algunas de bastante importancia y 25 á 30 casas a construirse tan pronto que se tenga material; en vista de todo esto se presentan solicitando al Gobierno de la provincia que este pueblo sea declarado Villa y con el nombre de Marcos Juárez.
Solicitan a más que dé conformidad a la ley de municipalidades sea creada en esta Villa la institución municipal, pudiendo ser tomado como su centro la Estación del F. C. C. A. En vista de la población tan numerosa y de que cada día va aumentando, solicitan por último la instalación de un Juzgado de Paz y el nombramiento de un juez que pueda atender á las necesidades del pueblo y colonias vecinas, que son bastante numerosas para merecer el favorable despacho de lo que se pide.
Es justicia, etc.
Dios guarde al Sr. Ministro por muchísimos años.

En respuesta a esa iniciativa, el 19 de octubre de 1887 el Poder Ejecutivo Provincial, ejercido por Ambrosio Olmos, elevó al pueblo a la categoría de Villa con el nombre de Marcos Juárez. Nicolás Tiscornia es designado primer intendente.
La ciudad de Marcos Juárez cuenta con 5 principales barrios ubicados en distintos sectores de la ciudad.
El barrio Amadeo Sabattini, ubicado en el extremo sudoeste de la ciudad, junto al parque municipal Jorge Loinas.
El barrio Villa Argentina es el más importante por población y dimensiones; se encuentra a la vera norte de la ruta nacional 9 y limita al este con el Camino de las Colonias, al oeste con el camino Piamonteses y al norte con la calle Pública.
Con la llegada de la autopista Córdoba-Rosario se planea extender el ejido urbano hasta la cercanía de esta vía.
El primitivo barrio Villa el Panal (que limita al norte con la ruta nacional 9, al sur con Hermano Fernando, al este con el camino Simón Bolívar, y al oeste con la calle Fuerza Aérea Argentina) fue el primer asentamiento de la villa que luego se trasladó a la actual Villa Argentina.
El barrio Lavalle está ubicado a la vera norte de la ruta 9. Su calle principal, Güemes, es la entrada al barrio. Todas sus calles y plazoleta se relacionan con las islas Malvinas.

## Clima
Subtropical, monzónico, templado húmedo.
| Parámetros climáticos promedio de Marcos Juárez Aero (1991–2020) | Parámetros climáticos promedio de Marcos Juárez Aero (1991–2020) | Parámetros climáticos promedio de Marcos Juárez Aero (1991–2020) | Parámetros climáticos promedio de Marcos Juárez Aero (1991–2020) | Parámetros climáticos promedio de Marcos Juárez Aero (1991–2020) | Parámetros climáticos promedio de Marcos Juárez Aero (1991–2020) | Parámetros climáticos promedio de Marcos Juárez Aero (1991–2020) | Parámetros climáticos promedio de Marcos Juárez Aero (1991–2020) | Parámetros climáticos promedio de Marcos Juárez Aero (1991–2020) | Parámetros climáticos promedio de Marcos Juárez Aero (1991–2020) | Parámetros climáticos promedio de Marcos Juárez Aero (1991–2020) | Parámetros climáticos promedio de Marcos Juárez Aero (1991–2020) | Parámetros climáticos promedio de Marcos Juárez Aero (1991–2020) | Parámetros climáticos promedio de Marcos Juárez Aero (1991–2020) |
| Mes                                                              | Ene.                                                             | Feb.                                                             | Mar.                                                             | Abr.                                                             | May.                                                             | Jun.                                                             | Jul.                                                             | Ago.                                                             | Sep.                                                             | Oct.                                                             | Nov.                                                             | Dic.                                                             | Anual                                                            |
| ---------------------------------------------------------------- | ---------------------------------------------------------------- | ---------------------------------------------------------------- | ---------------------------------------------------------------- | ---------------------------------------------------------------- | ---------------------------------------------------------------- | ---------------------------------------------------------------- | ---------------------------------------------------------------- | ---------------------------------------------------------------- | ---------------------------------------------------------------- | ---------------------------------------------------------------- | ---------------------------------------------------------------- | ---------------------------------------------------------------- | ---------------------------------------------------------------- |
| Temp. máx. abs. (°C)                                             | 41.0                                                             | 39.0                                                             | 37.4                                                             | 34.6                                                             | 32.5                                                             | 29.5                                                             | 32.0                                                             | 36.6                                                             | 36.9                                                             | 39.2                                                             | 39.4                                                             | 42.0                                                             | 42.0                                                             |
| Temp. máx. media (°C)                                            | 30.4                                                             | 28.9                                                             | 27.9                                                             | 24.4                                                             | 20.4                                                             | 17.3                                                             | 16.8                                                             | 19.7                                                             | 22.3                                                             | 25.1                                                             | 28.1                                                             | 30.0                                                             | 24.3                                                             |
| Temp. media (°C)                                                 | 23.5                                                             | 22.1                                                             | 20.6                                                             | 17.2                                                             | 13.5                                                             | 10.3                                                             | 9.2                                                              | 11.3                                                             | 14.2                                                             | 17.8                                                             | 20.9                                                             | 22.9                                                             | 17.0                                                             |
| Temp. mín. media (°C)                                            | 17.2                                                             | 16.2                                                             | 14.7                                                             | 11.7                                                             | 8.3                                                              | 4.9                                                              | 3.5                                                              | 4.8                                                              | 7.2                                                              | 11.2                                                             | 14.0                                                             | 16.1                                                             | 10.8                                                             |
| Temp. mín. abs. (°C)                                             | 7.5                                                              | 5.8                                                              | 1.5                                                              | -2.0                                                             | -5.4                                                             | -7.5                                                             | -8.4                                                             | -8.4                                                             | -5.5                                                             | 0.2                                                              | 0.8                                                              | 5.2                                                              | -8.4                                                             |
| Precipitación total (mm)                                         | 114.45                                                           | 118.9                                                            | 109.7                                                            | 107.3                                                            | 37.0                                                             | 18.8                                                             | 12.5                                                             | 21.6                                                             | 42.2                                                             | 102.3                                                            | 109.3                                                            | 148.6                                                            | 942.5                                                            |
| Días de precipitaciones (≥ 0.1 mm)                               | 7.3                                                              | 7.4                                                              | 7.0                                                              | 7.8                                                              | 4.6                                                              | 3.8                                                              | 3.0                                                              | 3.2                                                              | 4.7                                                              | 8.0                                                              | 8.4                                                              | 8.8                                                              | 74.0                                                             |
| Horas de sol                                                     | 263.5                                                            | 232.4                                                            | 213.9                                                            | 195.0                                                            | 158.1                                                            | 135.0                                                            | 148.8                                                            | 186.0                                                            | 195.0                                                            | 213.9                                                            | 246.0                                                            | 244.9                                                            | 2432.5                                                           |
| Humedad relativa (%)                                             | 75.4                                                             | 79.3                                                             | 78.1                                                             | 78.2                                                             | 80.5                                                             | 80.3                                                             | 76.8                                                             | 71.4                                                             | 68.9                                                             | 69.9                                                             | 66.8                                                             | 69.6                                                             | 74.6                                                             |
| Fuente: Servicio Meteorológico Nacional                          |                                                                  |                                                                  |                                                                  |                                                                  |                                                                  |                                                                  |                                                                  |                                                                  |                                                                  |                                                                  |                                                                  |                                                                  |                                                                  |

## Deportes
La ciudad cuenta con varios clubes deportivos:
- Club Atlético, Biblioteca y Mutual San Martín. Esta institución deportiva ha logrado sus mayores éxitos a través del básquet, jugando en varias temporadas en la tercera y segunda categoría del básquet nacional, llegando a la Liga Nacional de Básquet, categoría absoluta del deporte en el país, en el año 1988. El estadio dónde se da esta disciplina lleva por nombre "Leonardo Gutierrez", en honor al campeón olímpico en Atenas 2004 y oriundo de la ciudad y del club. Es el único club de la ciudad de Marcos Juárez es disputar la liga nacional de básquet y la segunda categaría del básquet de la Argentina, el ex TNA, hoy liga Federal de Básquet.
- Club Atlético Argentino de Marcos Juárez (fundado en 1906, el decano, más antiguo y tradicional de la ciudad). Es el Club que cuenta con mayor cantidad de socios de la ciudad (duplicando al menos a los otros), las mayores instalaciones y un complejo de piletas, cancha de golf, paddle y fútbol en un country único en la región. Históricamente, Argentino ha priorizado el fútbol sobre las demás disciplinas, como en la mayoría de los clubes del país. Cuenta con una gran historia y en los años 1980 - años ochenta) estuvo a pasos de disputar el Nacional B. Actualmente ha potenciado todas sus disciplinas deportivas, siendo referente por sus logros deportivos.
- Club Atlético y Biblioteca Villa Argentina.
- Club Tiro Federal Archivado el 16 de mayo de 2021 en Wayback Machine..
- Aeroclub Marcos Juárez, donde se practican actividades de vuelo.
- Club Atlético Municipal, donde se practica Rugby y Hockey.
- Motor Club, donde se llevan a cabo actividades vinculadas al Automovilismo y Motociclismo.
- Gimnasio municipal de Juan Gerardo Cabrera (boxeador), donde se practica boxeo a nivel amateur y profesional.

## Experimentación agropecuaria
En cercanías de la ciudad se encuentra la Estación Experimental Agropecuaria Marcos Juárez del INTA (Instituto Nacional de Tecnología Agropecuaria).

## Productiva
El 19 de junio de 2003, el entonces intendente de Marcos Juárez Henry B. Dellarossa, convoca al Lic. Gustavo Biagiotti, para que junto a su equipo (Multimedios Vip), crearan un evento para el día del aniversario de su fundación, 19 de octubre, y que desde este núcleo sociocultural, en esta ciudad que es cabecera del departamento homónimo, se convoque a todas las familias de la región, para compartir juntos el festejo, brindándoles toda actividad posible: capacitaciones, juegos infantiles y familiares, espectáculos, ferias de microemprendimientos, turismo, y una gran exposición comercial y agroindustrial. 
Luego de cuatro días de intenso trabajo, Biagiotti presenta un complejo proyecto denominado "PRODUCTIVA - Muestra de Desarrollo Regional", fundamentando que desde este espacio se podrían lograr todos los objetivos planteados. 
El desafío municipal por esos tiempos era no disponer de recursos, tanto los cientos de miles de dólares necesarios para crear una infraestructura adecuada, como para solventar el alto costo que implicaba la organización. La solución llegó enseguida, ya que el 29 de junio del mismo año, Biagiotti informa que asumiría la responsabilidad patrimonial, comercial y operativa, comprometiendo su propio capital para que se realicen la totalidad de trabajos necesarios, que incluían: adaptación de un predio vacío, de 5 hectáreas, con obras tales como cerco perimetral integral con sistema de seguridad (postes, alambres, tranqueras, monitores, alarmas, etc.), reparación de zanjas, nivelado de suelo, infraestructura interna con puentes y sendas, torres y tendido eléctrico total, gran pórtico de ingreso, galpón para servicios al público, estructura para atención de los artistas convocados para actuar al aire libre, y planificación integral de los espacios internos, con plataformas de cemento para armado de stands, carpas, y cajas individuales de provisión de electricidad para cada puesto, que ya se preveía serían aproximadamente 300.
Si bien se disponía de poco tiempo hasta la fecha programada, Dellarossa autoriza la realización de la exposición, y comienza a conformar una comisión autónoma, ad honorem, la cual denominó Comisión Pro Predio Ferial Marcos Juárez, que fueron los encargados de realizar el contralor integral de las actividades realizadas por Biagiotti y su equipo de trabajo.
Todo resultó como estaba previsto, al punto que el mismo 19 de octubre, día del cierre de la primera edición de la muestra, estuvieron presentes intendentes, tanto del departamento como de otras regiones, el entonces gobernador José Manuel De La Sota, quien anunció una importante ampliación del apoyo económico a la intendencia local y a la región, y su par santafesino, el entonces gobernador Carlos Alberto Reutemann.
La muestra resultó un éxito absoluto, por lo que se confirmó la realización de la misma para el siguiente año, y así continuó por varias ediciones más. Cabe destacar que las infraestructuras realizadas fueron utilizadas el resto del año por instituciones de la ciudad y región, pasando el Predio Ferial Marcos Juárez, a ser un punto de encuentro para diferentes eventos de alto impacto social, ayudando solidariamente a diferentes sectores de las comunidades.
La infraestructura instalada debió quedar en el predio luego de la última edición del evento, Productiva 2010, a solicitud del gobierno municipal, por razones de seguridad, por lo cual se solicita a Gustavo Biagiotti que se mantenga todo en el lugar en calidad de préstamo.

## Turismo
Hacia fines del año 2003, el Proyecto Cultura Regional Argentina, dirigido por el Lic. Gustavo A. Biagiotti, junto al grupo de voluntarios de Unidos por Marcos Juárez, y como parte de Programa Vecino Responsable, Programa Juego Responsable y Jóvenes Preventores, presentó una propuesta de integración turística para la ciudad, proponiendo previamente un estudio de inclusión que fundamentara tal iniciativa.
Luego de realizar varias encuestas en temporadas vacacionales en los sitios turísticos de la provincia de Córdoba, encabezada por Gustavo Biagiotti, y basados en el resultado de las mismas, que determinaban que las zonas identificadas turísticamente tienen un común denominador que son los espejos de agua, pero si nos desprendemos de estos, podremos concluir en que los siguientes atractivos apuntan a los servicios brindados: museos, paseos, espacios verdes, circuitos (cultural, religioso, deportivo, recreativo, educativo, histórico, etc), parrillas, restaurantes, pubs, confiterías, piletas, clubes, countries, heladerías, resumiendo, nada que la elegida ciudad de Marcos Juárez no pueda disponer. Además, se tomó en cuenta que se trata de la primera ciudad que encontramos al ingresar a la provincia desde el SudEste de la Argentina.
Por varias razones entonces se propuso el Proyecto Turístico, denominado "Marcos Juárez - una puerta abierta al turismo en Córdoba", el cual se anunció oficialmente por el intendente de la ciudad en uno de sus discursos, y desde hace algunos años se están comprometiendo a emprendedores públicos y privados para que identifiquen los elementos potencialmente atractivos a los futuros visitantes.
El Lic. Gustavo Biagiotti, junto al entonces Gobernador José Manuel de la Sota, establecieron que Marcos Juárez es el centro de la región productiva por excelencia, por lo cual Biagiotti crea la marca "Corazón Productivo", lo cual motiva los carteles de ingreso a la ciudad por Ruta Nacional 9. Este concepto de Corazón Productivo permitió generar desde entonces todo tipo de encuentros con los referentes de la producción de las tres provincias argentinas involucradas en esa zona de la Pampa Húmeda, permitiendo una mayor expansión y concretando el objetivo de solidificar los lazos institucionales.

## Ciudades hermanas
Luego de haber concluido las gestiones propuestas y propulsadas por el Centro Internacional de Negocios "Productiva" de Argentina, junto a la Cámara de Comercio, Industria y Turismo China-Argentina y las Municipalidades de Marcos Juárez y Gong Qing Chen, el 22 de septiembre de 2009, una delegación público - privada encabezada por el intendente reelecto Eduardo R. Avalle y miembros del gobierno y empresas coordinadas por el Gerente de Medios Gustavo Biagiotti y el asesor protocolar Pablo Zhou, concretaron la firma del acta de hermanamiento en el marco de la EXPO CENTRAL CHINA, la megamuestra asiática, contando además con la presencia de intendentes, primeros ministros, ministros y secretarios de Oriente y Argentina. Se prevén nuevos hermanamientos en Oriente y el país.
- Genola, Italia[5]
- Gong Qing Chen, provincia de Jiangxi, China

## Medios de comunicación
La ciudad de Marcos Juárez cuenta con una variada propuesta mediática incluyendo 2 canales de televisión, 3 periódicos y más de 14 FM.

### Televisión
- Televisora regional unimar (cable).

### Radios FM (locales y no locales)
- 88.1 Sensaciones
- 88.3 Radiolina
- 89.5 FM Córdoba
- 91.9 Marcos Juárez
- 92.7 Continental
- 93.7 María
- 94.3 Tango
- 94.7 Urbana
- 95.3 Popular
- 96.1 Hi Fi
- 97.7 Radio Adventista NUEVO TIEMPO
- 98.1 Play
- 99.1 Libertad
- 99.9 Comunidad FUN
- 100.3 Vida
- 101.3 Panorama
- 102.5 Espinillos
- 103.1 Ciudad
- 104.7 Mitre
- 105.9 Cadena 3
- 94.5 Radio Morena
- 106.3 Radio Mas

### Gráficos
- La Info Semanal
- Semanario

## Parroquias de la Iglesia católica en Marcos Juárez
| Diócesis  | Villa María                            |
| --------- | -------------------------------------- |
| Parroquia | La Asunción                            |
| Parroquia | Nuestra Señora de la Merced            |
| Capilla   | María Rosa Mística                     |
| Capilla   | Nuestra Señora del Valle               |
| Capilla   | Nuestra Señora del Rosario del Milagro |
| Capilla   | Nuestra Señora de Luján                |
| Capilla   | Sagrado Corazón                        |
| Capilla   | del Hospital Abel Ayerza               |